# Кралски дворец в Казерта
Кралският дворец в Казерта (на италиански: Reggia di Caserta) e някогашна резиденция на неаполитанските крале в Казерта, Италия.
По броя на стаите (1200) той е най-големият дворец, построен през XVIII век в Европа. През 1997 г. е вписан в световното наследство на ЮНЕСКО, като номинацията му е обоснована така: „това е лебедовата песен на бароковото изкуство, притежаваща всички характеристики, необходими да създадат илюзия за многомерно пространство“.

## История
Строителството започва през 1752 г. за Карлос VII Неаполитански по проект на архитекта Луиджи Ванвители. Когато Карлос вижда впечатляващите мащаби на двореца, той изпитва желание да изтръгне сърцето си. Седем години по-късно обаче абдикира в посока Испания и не пренощува нито нощ в двореца. Строителството е довършено за третия му син и наследник Фердинанд IV Неаполитански.
Политическият и социален модел за Замъка е Версайският дворец. Въпреки неговото разположение и разноликост по същия начин е събирал и грижил за кралския двор в една масивна постройка, като социалната структура на малкия град се е противопоставяла на бароковия изглед, строго подчинен на природата. Кралският дворец в Мадрид, където Карлос израства, е проектиран от Филипо Ювара за бащата на Карлос, Филип V Испански и дворецът в Шарлотенбург служат за модели. Просторният осмоъгълен вестибюл изглежда е вдъхновен от базиликата Санта Мария дела Салуте във Венеция, а параклисът най-често е сравняван с изработения от Робер де Коте във Версай.
Необходимостта от издигането на постройката не е толкова естетическа, а цели защита при евентуална морска атака, каквато дворецът в Неапол не е осигурявал. Строителството продължава до 1780 г. и е довършено от сина на Вавители Карло. Заобикалящият ландшафт е коренно променен, като за целта самият град е изместен с 10 км, за да се осигури работна ръка в близост до двореца. Проектът за 20-километрова паркова алея обаче не се осъществява.
На 29 април 1945 година в двореца е подписана Капитулацията от Казерта, сложила край на Втората световна война в Италия.